# Вторая Александровка
Вторая Александровка — село в Саракташском районе Оренбургской области, административный центр Александровского сельсовета.

## География
Находится на расстоянии примерно 38 километра по прямой на северо-запад от районного центра поселка Саракташ.

## История
Село основано в 1818 году помещиком Тимашевым, названа в честь своего новоржденного сына. К концу XIX века в Александровке были построены три водяных мельницы, работал известный базар. Здесь имелись пивная и чайная харчевня, 12 магазинов и ларьков, 7 кустарных мастерских, 13 заезжих домов. В 1929 году в Александровке создается колхоз «12 лет Октября», а вскоре и Александровская МТС.

## Население
| 2010 |
| ---- |
| 479  |

Население составляло 601 человека в 2002 году (русские 84 %), 479 по переписи 2010 года.